# Luis Aldás
Luis Aldás (Tandil, Buenos Aires, Argentina; 10 de marzo de 1910 —  Ciudad de México, México; 16 de mayo de 1990) fue un actor argentino, nacionalizado mexicano, que trabajó en la Época de Oro del Cine Mexicano.

## Biografía
Luis Aldás nace en Tandil, provincia de Buenos Aires, Argentina el 10 de marzo de 1910, siendo muy joven y gracias a su espíritu aventurero y el afán de triunfar a nivel internacional lo llevan a viajar a Hollywood en 1929, donde se desempeñó como extra en varios filmes bajo el nombre de Louis Aljez, pero sus aspiraciones a alcanzar rápidamente el estrellato lo dirigen a México, en donde debuta en la cinta El cobarde (1939), y enseguida filma su primera participación importante en La noche de los mayas (1939), con Arturo de Córdova, Isabela Corona y Stella Inda, poco después regresa a su patria de nacimiento, en donde trabaja en cinco cintas entre 1940 y 1943, en una de ellas: Tres hombres del río (1943), sustituyó a su paisano Rafael Falcón que murió de un infarto durante el rodaje; a su regreso a México, alcanza el tan anhelado éxito con la cinta México de mis recuerdos (1944), de Juan Bustillo Oro con Fernando Soler, Joaquín Pardavé y la colombiana Sofía Álvarez, gracias a este film se convierte en un galán reconocido y filma cintas como La picara Susana (1945), con Mapy Cortés,  La reina de la opereta (1946), que significó la consagración de Sofía Álvarez, La devoradora (1946), junto a la diva María Félix y Julio Villarreal, Escuela para casadas (1949), con Rosario Granados y en la cual hacían papeles menores tres futuras estrellas: Silvia Pinal, Leticia Palma y Yolanda Varela, Los amantes (1951) con Emilia Guiú, David Silva y Rodolfo Acosta, Póker de ases (1952) con David Silva, Luis Aguilar, Antonio Badú y Rebeca Iturbide y La infame (1954)
A partir de mediados de los 50 Luis hace cada vez más papeles de reparto y trabaja con otras figuras como Pedro Infante y Germán Valdés “Tin Tan”, pero al agotarse las oportunidades como galán y ante el predominio de las temáticas de narcotráfico y ficheras en el cine mexicano, decide retirarse hacia finales de los 60.
De su vida personal, se sabe que se casó cuatro veces, una con la actriz Virginia Serret; otra el 27 de diciembre de 1945 con la vedette y actriz brasileña en México Leonora Amar, matrimonio que se dijo era fingido por ambos, ya que se trataba de un arreglo para no perjudicar al entonces presidente de México Miguel Alemán Valdés, con quien presumiblemente Leonora mantenía una relación; después se casa con la actriz y cantante Lucy Gallardo y por último con Carmen Duck. 
Aldás muere el 16 de mayo de 1990 en la Ciudad de México.

## Filmografía en México
- La noche de los mayas (1939)
- México de mis recuerdos (1943)
- No niego mi pasado (1952)
- Aventura en Río (1953)
- Escuela de música (1955)
- La estrella vacía (1958)
- Tierra Baja  (1951)

## Filmografía en Argentina
- Tres hombres del río (1943)
- En el viejo Buenos Aires (1942)
- Boina blanca (1941)
- La casa de los cuervos (1941)
- Una vez en la vida (1941)